# Ischnotoma paprzyckii
Ischnotoma paprzyckii är en tvåvingeart som först beskrevs av Alexander 1941.  Ischnotoma paprzyckii ingår i släktet Ischnotoma och familjen storharkrankar.
Artens utbredningsområde är Peru. Inga underarter finns listade i Catalogue of Life.